# 青衣碼頭巴士總站
青衣碼頭巴士總站（英語：Tsing Yi Pier Bus Terminus）是香港的一個巴士總站，位於葵青區青衣岛青衣碼頭旁，因而命名。現有3條巴士路線和2條小巴路線以本站作為總站，另外亦有4條巴士路線途經本站。

## 歷史
政府於1980年代初進行青衣島填海工程，將島內部份海灣填平，原本位於青衣大街對開的碼頭（遺址在今青衣公園近保良局世德小學）也遷移至現址。巴士總站則於1990年啟用，首條以青衣碼頭為總站的巴士路線是九龍巴士49X線，曾經是唯一以青衣碼頭為總站的全日巴士路線 (於2022年5月16日41M線延長至青衣碼頭所打破)，另外2條繁忙時間特別路線先後開辦，以青衣碼頭為總站。此外，部份青衣巴士路線也全日繞經青衣碼頭。

## 總站路線資料（巴士）

### 九龍巴士41M線
- 青衣碼頭 ↔ 荃灣站

提供翠怡花園、青衣邨及長安邨往來荃灣的巴士服務。於1988年2月15日起配合青荃橋通車而投入服務。

### 九龍巴士49P線
- 沙田市中心 → 青衣碼頭

1995年4月20日投入服務，為49X線特快班次，只於黃昏繁忙時間服務，不經荃灣單向往青衣碼頭。

### 九龍巴士49X線
- 沙田（廣源） ↔ 青衣碼頭
- 碩門邨 → 青衣碼頭
- 沙田（廣源） → 青衣碼頭 （不經沙田市中心）

1990年10月28日投入服務，本線是唯一一條全日經城門隧道往返青衣的巴士路線，途經愉翠苑、愉田苑、沙田第一城、大涌橋路、沙田市中心、城門隧道、荃灣市中心、長安邨及青衣邨。

## 總站路線資料（專線小巴）

### 新界區專線小巴401線
- 青衣碼頭 ↔ 石蔭邨

### 新界區專線小巴413線
- 青衣碼頭 ↔ 瑪嘉烈醫院K座

## 途經路線資料

### 九龍巴士41A線
- 青衣（長安邨） ↔ 尖沙咀東

只限往尖沙咀東方向途經此總站

### 九龍巴士43B線
- 青衣（長青邨） ↔ 荃灣西站

### 九龍巴士44線
- 青衣邨 ↔ 旺角東站

### 九龍巴士44M線
- 青衣站 ↔ 葵涌邨

只限往葵涌邨方向途經此總站

### 九龍巴士279S線
- 長青 ↔ 和合石

只限往和合石方向途經此總站

### 龍運巴士A32線
- 葵涌邨 ↔ 機場（地面運輸中心）

### 龍運巴士NA32線
- 葵涌邨 ↔ 港珠澳大橋香港口岸（經機場客運大樓）

### 新界區專線小巴88B線
- 翠怡花園 ↔ 葵芳站

## 外部連結
- 九巴 （页面存档备份，存于）